# I Love You Honey Bunny
I Love You Honey Bunny je česká indie rocková hudební skupina, která vznikla v roce 2013 v Praze. Svoji energickou hudbu kombinují s lehkým nádechem elektroniky.

## Historie
Po roce stráveném v zahraničí obnovili Martin Šolc s Kristiánem Kraevskim kapelu I Love You Honey Bunny s novými členy v prosinci 2013. Zpěvák Sebastian Jacques původně přišel do kapely jako bubeník a jenom díky náhodě, kdy ho slyšeli zpívat na chodbě udělala z něho zpěváka. Bubeník Josef Keil na doporučení Sebastiána zaujmul post bubeníka.
Klíčovým byl pro kapelu rok 2015, kdy se poprvé dostala na známý festival Rock for People a natolik se pořadatelům líbili, že si je pozvali i pro další ročník. Dále kapela hrála na významných českých festivalech a to United Islands, Trutnoff nebo Fingers Up.
V listopadu 2015 vydala kapela svůj první videoklip k singlu Introduction ve spolupráci s režisérem Michalem Hruškou, kameramanem Antonem Evdoshenko a držitelkou Českého lva – kostýmerkou Katarínou Hollou. Postavu Maxe ztvárnil herec Adam Vacula.
Kapela má za sebou tour po střední Evropě, transatlantické tour v Kanadě a festivaly jako maďarský Sziget, Rock for People nebo Colours of Ostrava. Na podzim roku 2016 předskakovala kapela rakouským Bilderbuch a v únoru 2017 Australanům The Temper Trap.
V září 2017 absolvovala kapela svojí první tour mimo Evropu a to v Kanadě. Maple Syrup Tour činilo celkem 9 zastávek včetně festivalu Envol Et Macadam. Na podzim kapela absolvovala turné s maďarskou kapelou Ivan & The Parazol.
Kapela má na kontě 5 singlů, na kterých se producentsky podílel Filip Gemroth (kapela Make My Heart Explode). Na konci roku 2018 vydali své debutové album Cosmic Background Radiation, které produkovali bratři Dušan Neuwerth a Tomáš Neuwerth (Tata Bojs). Zároveň s albem vyšel i apokalyptický klip k jejich singlu Lazer Queen.
Na podzim 2018 absolvovala kapela německé turné s kapelou Leoniden.
Na jaře 2019 vydala kapela unikátní živé vystoupení s pomocí technologie virtuální reality.
V červnu 2022 ILYHB vystoupili na pražském koncertu před britskými Alt-J.
Na jaře 2023 absolvovala kapela evropské turné s kanadskou kapelou Rare Americans.
Koncem dubna 2023 kapela vydala své druhé album We Just Had a Wonderful Time, které 27. 4. pokřtili v pražském hudebním klubu Roxy. Album doprovázejí dva videoklipy ke skladbám "Lose Control" v kulisách Hotelu Thermal v Karlových Varech a "Last Chance" v prostředí libereckého vysílače Ještěd.

## Diskografie
- Cosmic Background Radiation (2018)
- We Just Had a Wonderful Time (2023)

## Zajímavosti
Zpěvák kapely Sebastian Jacques je synem političky Kateřiny Jacques a francouzského germanisty Christiana Jacquese. Jeho sestřenicí je moderátoka a zpěvačka Emma Smetana. Sebastian Jacques je také hercem a zahrál si ve druhém díle trilogie Hořící keř o Janu Palachovi. Zde ztvárnil Jana Zajíce. Martin Šolc je synem držitelky Českého lva za kostýmy, Kataríny Hollé.
Jméno kapely pravděpodobně pochází z filmu Pulp Fiction: Historky z podsvětí, kde tato věta zazní hned v úvodu.